# 長崎客貨車区
長崎客貨車区（ながさききゃくかしゃく）は、長崎県長崎市尾上町の長崎駅に隣接し、長崎本線・佐世保線・大村線等で運用される客車及び貨車が配置されていた日本国有鉄道の車両基地（客貨車区）である。

## 歴史
- 1987年（昭和62年）3月 - 長崎機関区に統合され閉区（統合後は長崎運転所）。

## 所属した主な車両
- 20系客車 - 「あかつき」「はやぶさ」付属編成用電源車マヤ20形が1972年から1975年まで配置されていた。
- 43系客車
- 10系客車 - 「ながさき」用寝台車が1984年の列車廃止まで配置されていた。

### 所属車両の車体に記されていた略号
- 「門サキ」 - 門司鉄道管理局を意味する「門」と、長崎を意味する「サキ」から構成される。